# Isotheciopsis comes
Isotheciopsis comes là một loài Rêu trong họ Hypnaceae. Loài này được (Griff.) Nog. mô tả khoa học đầu tiên năm 1970.